# 서울 프린지페스티벌
서울프린지페스티벌은 연극, 무용, 퍼포먼스, 음악, 영상, 다원 등 다양한 장르, 형식의 예술가가 참여하는 독립예술축제이다. 1998년 <독립예술제>로 시작하여 매년 여름 개최되고 있다. 작품이나 예술가에 대한 심사, 선정이 없는 자유참가의 원칙을 두고 있으며, 모두에게 참여의 기회를 개방하고 있다. 

## 역사
1947년 스코틀랜드의 에든버러 국제페스티벌(Edinburgh International Festival)이 개최되었을 때 초대받지 못한 예술가들이 공터에서 허가없이 공연을 한 것이 축제 역사의 출발점이다. 특정 기준없이 누구나 참여가 가능했던 프린지 페스티벌은 에든버러 페스티벌의 주축이 되었다.